# الطباق (حبيش)

تعديل مصدري - تعديل

الطباق محلة تابعة لقرية الجنات، التابعة لعزلة التفادي بمديرية حبيش إحدى مديريات محافظة إب في الجمهورية اليمنية، بلغ تعداد سكانها 116 حسب تعداد اليمن لعام 2004.